# Sri-Muthumariamman-Tempel Hannover

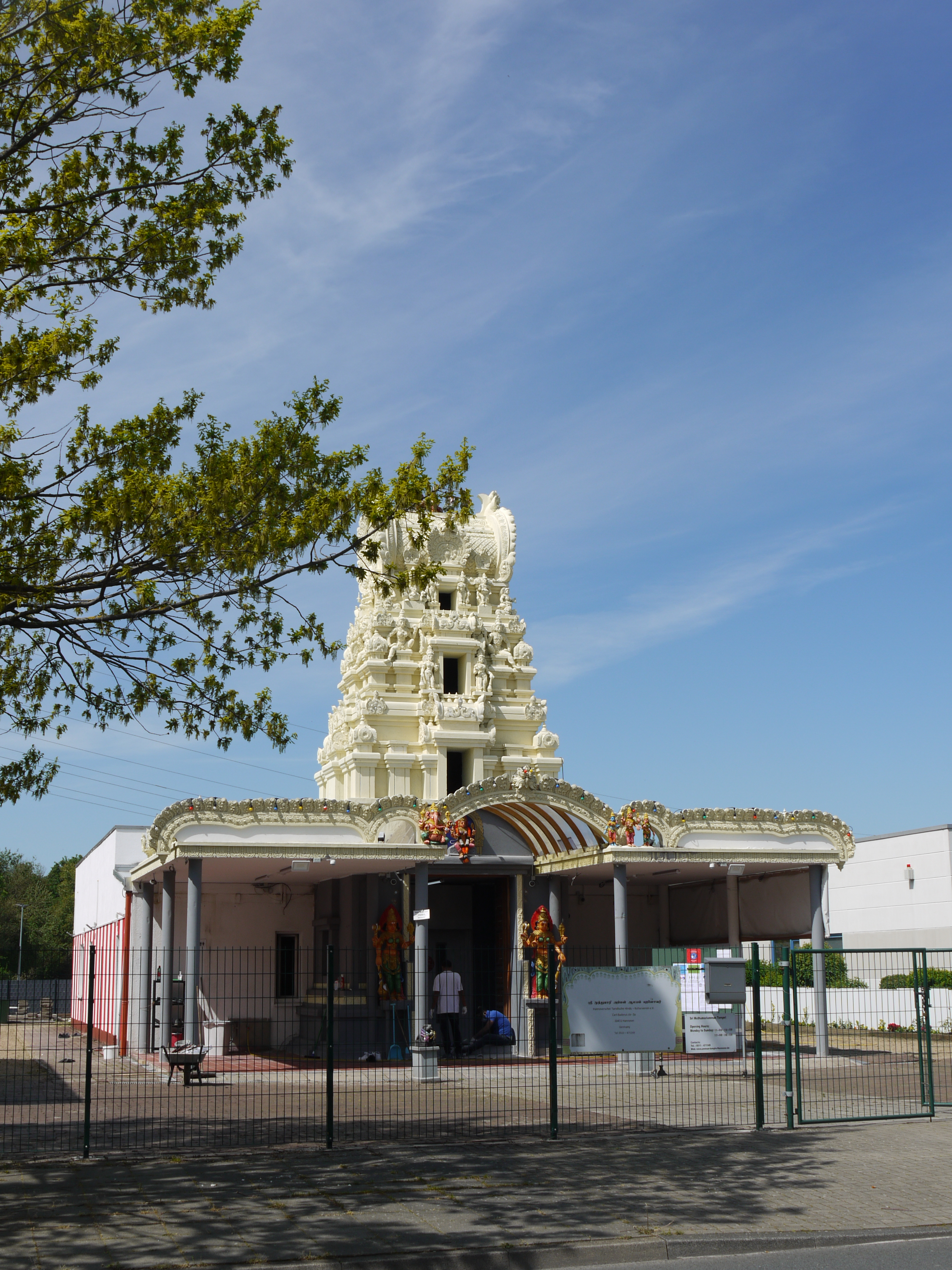
Sri-Muthumariamman-Tempel, 2020

Der Sri-Muthumariamman-Tempel im hannoverschen Stadtteil Badenstedt ist ein Glaubenszentrum tamilischer Hindus und einer der größten Tempel in Norddeutschland. Er wird vom Hannoverschen Tamilischen Hindu-Kulturverein getragen.

## Das Gebäude

### Der Baukörper

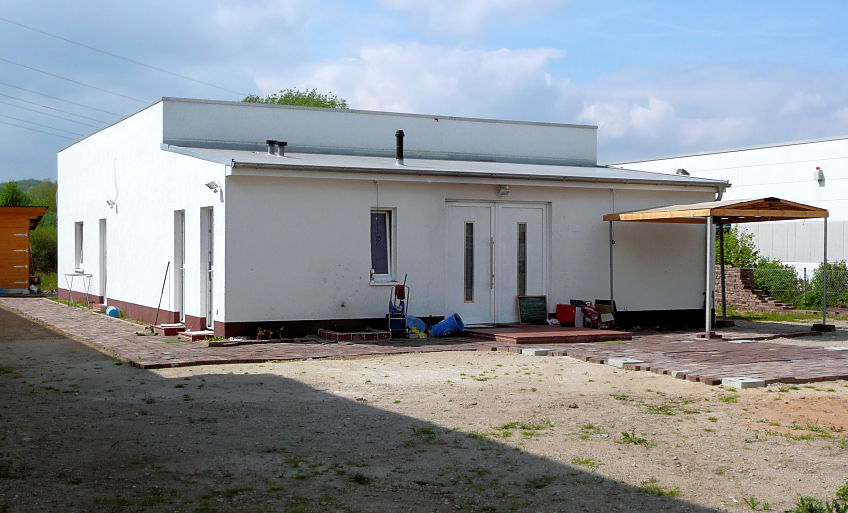
Baukörper des Sri-Muthumariamman-Tempels, mittlerweile ausgebaut, 2010

Das Gebäude wurde zwischen 2007 und 2009 für rund 300.000 Euro errichtet. Es handelt sich um ein schlichtes Gebäude mit rund 140 m² Nutzfläche in einem Gewerbegebiet. Nach zweijähriger Bauzeit wurde im Juli 2017 die Errichtung eines dreistöckigen Tempelturms gefeiert.

### Der Innenraum
Im Innenraum befindet sich der Schrein mit der Statue der Hauptgöttin, Muthumariamman. Er wird gerahmt von zwei Figuren, den Wächtern der Göttin. Links ist dies die Statue des elefantenköpfigen Gottes Ganesha, rechts der Gott der Tamilen, Skanda (auch bekannt als Murugan oder Kartikeya), beide gelten als Söhne von Shiva und der Göttin. Am anderen Ende des Tempelraumes befindet sich der Schrein für die Statuen der Navagraha, der personifizierten neun Planeten. Zwischen den beiden Hauptschreinen ist das  Begleittier der Göttin, ein Löwe, zu sehen. Darüber hinaus befindet sich noch eine weitere Figur der Göttin im Tempel, traditionell aus fünf Metallen hergestellt. Alle Götterfiguren wurden nach ritueller Tradition im indischen Mamallapuram von Hand gestaltet und importiert.

## Die Hauptgöttin

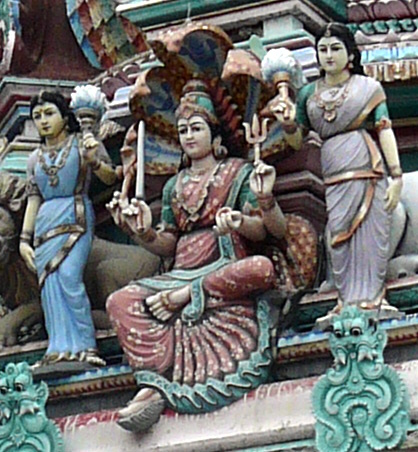
Eine Statue der Mariamman im Sri Mariamman Temple im Stadtstaat Singapur (2010)

Die Hauptgöttin Muthumariamman, kurz Mariamman (Tamil மாரியம்மன் „Mutter Mari“) ist die südindische Göttin der Krankheit und des Regens. Sie ist die Hauptmuttergöttin in Südindien und vorherrschend in den ländlichen Gebieten Tamil Nadus, Karnatakas und Andhra Pradeshs, wo es zahlreiche Schreine für sie gibt. Mariamman ist zudem eine der zahlreichen Manifestationen der hinduistischen Göttin Parvati. Sie gehört zu den uralten südindischen Volksgöttinnen, die teilweise als gütige oder schreckliche Aspekte der Devi in die Hochreligion einflossen. In Durga oder Kali, beide Gattinen von Shiva, vereint sich der Kult der großen Muttergöttin der indischen Frühzeit mit ihren gütig-mütterlichen ebenso wie mit ihren grausamen und zerstörerischen Zügen. Als Mutter spendet sie Leben und Gnade. Kali verschmolz mit unzähligen Lokal- und Dorfgottheiten, so auch mit der südindischen Mariamman.

## Die Gemeinde

### Geschichte
Seit Mai 1994 trafen sich an jeden Freitag im Freizeitheim Döhren Hindus, überwiegend aus Sri Lanka, teilweise auch aus Tamil Nadu stammend, zu einer Puja, der rituellen Gottesverehrung. 1995 bezog die Gemeinde vormalige Gewerberäume in Badenstedt, die ein erfahrener tamilischer Künstler aus Nordrhein-Westfalen in eine Gebetsstätte umbaute. 2007 begann die Gemeinde mit dem Bau des heutigen Tempelgebäudes, das im März 2009 von einem kanadischen Oberpriester mit der Kumbhabhisheka-Zeremonie im Beisein von rund 1.000 Besuchern eingeweiht wurde. Seit 2014 hat der Tempel einen hauptamtlichen Priester.

### Aktivitäten
Täglich findet um 18 Uhr die Puja statt, jeden Freitag zusätzlich die Zeremonie der Abhisheka, der Waschung der Göttin Muthumariamman.